# Marjorie Meinel
Marjorie Pettit Meinel (née Marjorie Steele Pettit ; 13 mai 1922 - 24 juin 2008) est une astronome et opticienne américaine. Ses recherches ont porté sur la conception et l'optique des télescopes, les applications technologiques de l'énergie solaire, les phénomènes atmosphériques, y compris les effets optiques des éruptions volcaniques, et l'étude des étoiles variables. Pendant plus de 60 ans, elle a été la collaboratrice de recherche et l'épouse de son collègue astronome Aden Meinel.

## Biographie

### Débuts
Marjorie Steele Pettit est née à Pasadena, en Californie, le 13 mai 1922. Elle est la fille des astronomes Edison Pettit et Hannah Steele Pettit, basés à l'observatoire du mont Wilson. 
Adolescente, Meinel aide son père à réaliser la première photographie accélérée d'éruptions de protubérances solaires, à l'aide d'une caméra et d'un monochromateur à quartz polarisant fixé au télescope réfracteur Alvan Clark de 6 pouces à leur domicile,. Alors que la santé de sa mère décline, Meinel aide de plus en plus son père dans ses recherches sur le télescope, à la maison et à l'observatoire.
Pendant ses études au Pasadena Junior College, Marjorie rencontre Aden Meinel, l'encourageant à étudier l'astronomie. Elle l'épouse en 1944,.

### Astronomie
En 1941, elle commence à étudier l'astronomie à l'Université de Californie à Berkeley et en 1942, elle est transférée au Pomona College à Claremont, en Californie, pour se rapprocher de sa famille. Elle commence à enseigner à l'université, notamment pour la formation des aviateurs à la navigation céleste.
Lors de sa maîtrise au Claremont Colleges, elle utilise le télescope familial en 1943-1944 pour étudier la géante rouge variable RT Cygni. Ses recherches de thèse ont été publiées par la Société astronomique du Pacifique.
De 1944 à 1945, elle travaille comme chercheuse associée au California Institute of Technology sur les fusées militaires,. Elle travaille également dans l'équipe éditoriale du Bureau de la recherche scientifique et du développement, préparant et éditant des rapports, notamment des rapports pour le projet Manhattan,. Elle démissionne à la fin de la guerre.
En 1946, elle déménage avec Aden à Berkeley, en Californie, où il doit poursuivre ses études. Plus tard cette année-là, elle donne naissance au premier de sept enfants, le dernier étant né en 1957. Tout en élevant ses enfants, elle n'avait pas d'emploi, mais restait active scientifiquement, collaborant aux recherches d'Aden, assistant à des conférences et éditant leurs travaux.
Marjorie Meinel co-écrit deux articles au cours de cette période, tous deux sur les effets optiques des éruptions volcaniques sur l'atmosphère. L'article de Marjorie Meinel de 1967 est le premier à suggérer que les effets optiques sur les couchers de soleil et la lumière du soleil dans les années suivant une éruption volcanique sont causés par des aérosols sulfatés plutôt que par de la poussière volcanique,.
En 1949, la famille déménage à l'observatoire Yerkes dans le Wisconsin, puis en 1955 à Phoenix, en Arizona, pendant qu'Aden établit le nouvel observatoire national de Kitt Peak, puis en 1961 à Tucson où Aden commence à travailler à l'Université de l'Arizona.

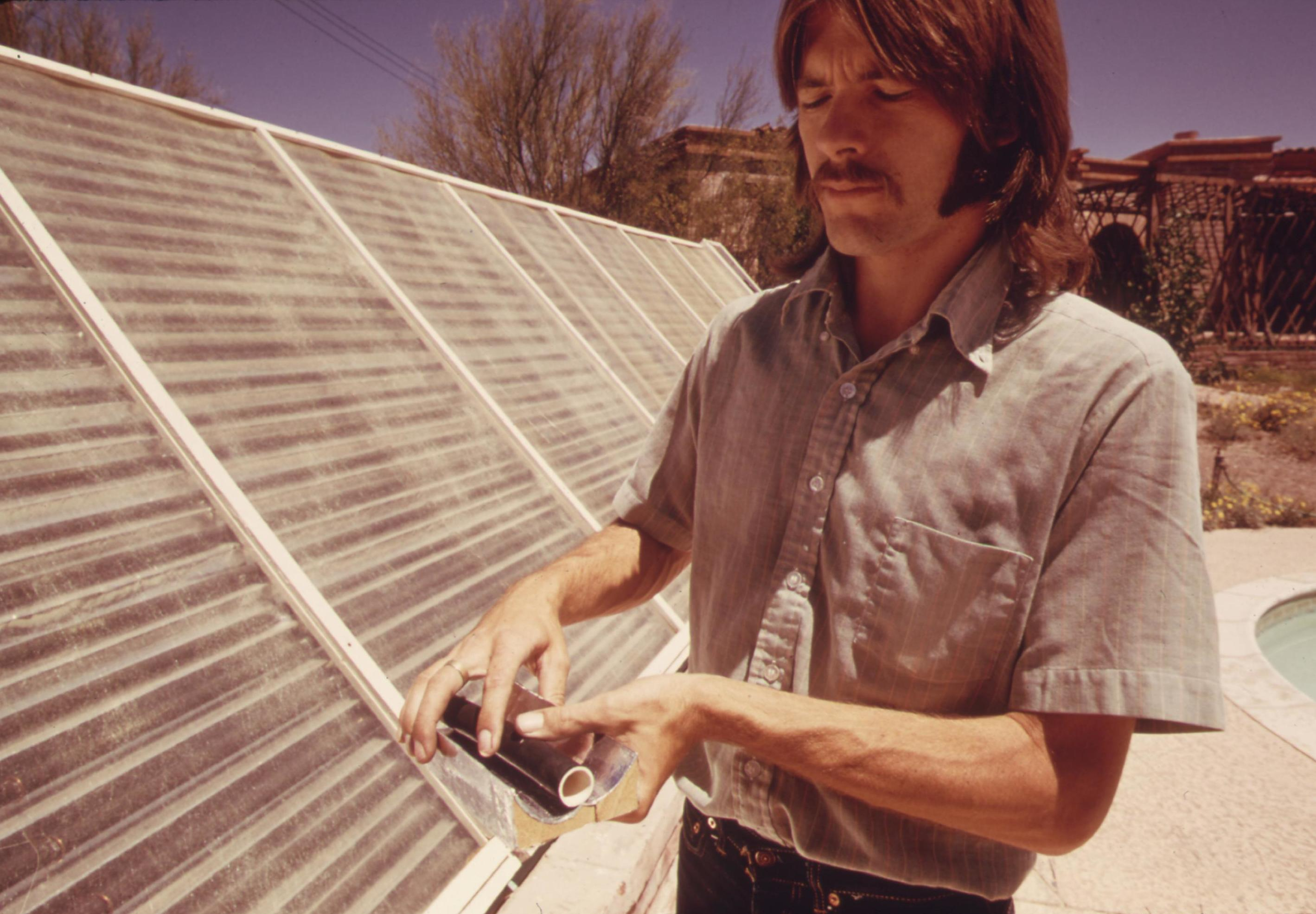
Le fils de Meinel, Walter, montre un capteur solaire thermique utilisé pour chauffer la piscine familiale en 1974

### Énergie renouvelable
En 1970, Aden prend un congé sabbatique afin de consacrer du temps à explorer les obstacles à l'adoption de la technologie de l'énergie solaire, en collaboration avec son mari,. En 1972, Marjorie Meinel retrouve un emploi universitaire comme chercheuse associée au Centre des sciences optiques de l'Université d'Arizona, fondé en 1964 par Aden,.

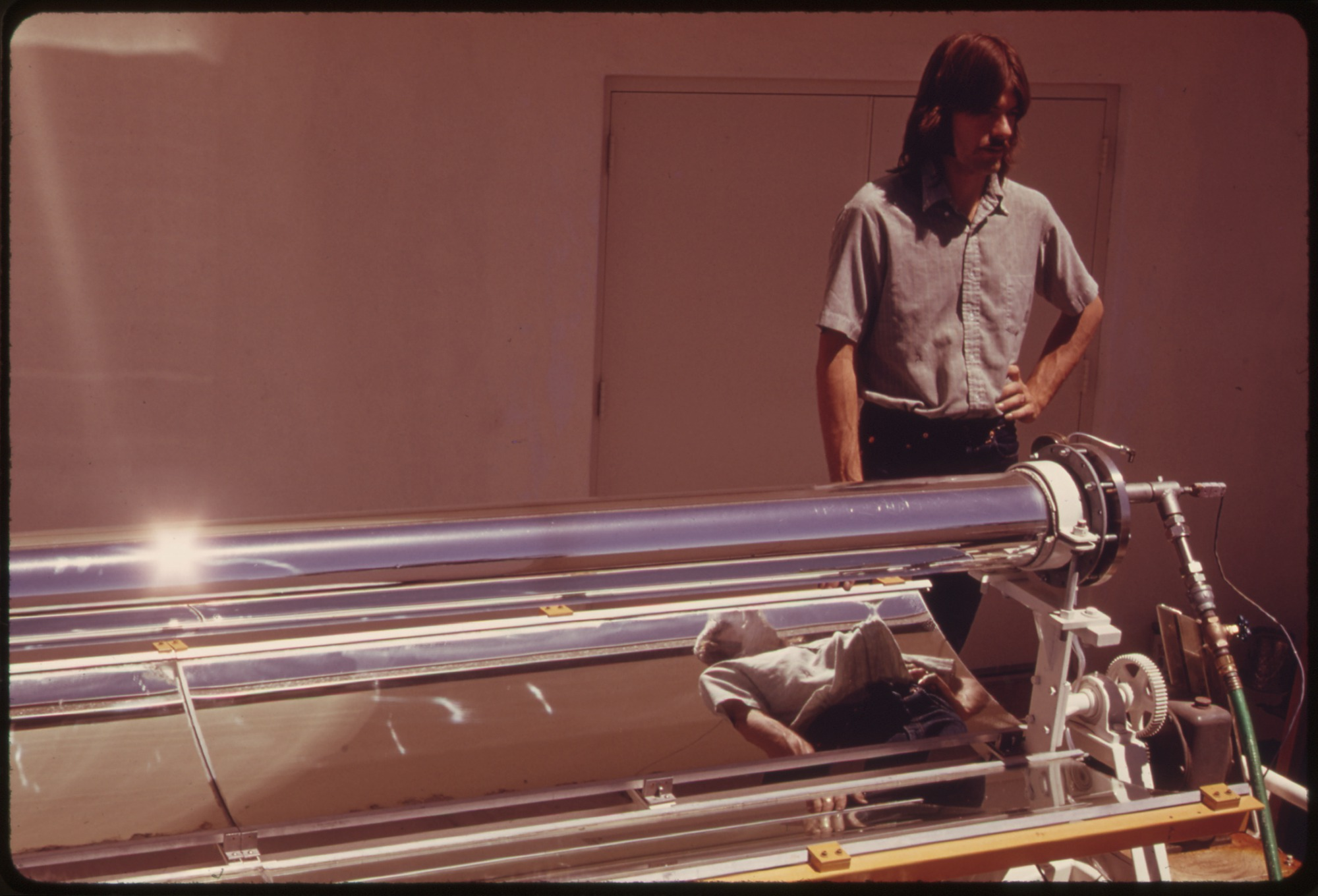
Un prototype de collecteur thermique parabolique linéaire développé par les Meinels à l'Université de l'Arizona

Les Meinel sont devenus d'éminents défenseurs de l'énergie solaire thermique à l'échelle nationale. Ils étaient sceptiques quant à l’accent mis actuellement sur les solutions à petite échelle, plaidant plutôt en faveur d’applications à grande échelle de la technologie solaire par l’industrie et le gouvernement. Ils considéraient les obstacles comme étant principalement d’ordre économique plutôt que technique. Ils pensaient que grâce aux applications à grande échelle, les coûts et les obstacles aux applications à petite échelle diminueraient et que la technologie deviendrait plus abordable pour les pays en développement.  Une idée qu'ils ont développée et promue était la construction d'une ferme de 5 000 milles carrés de capteurs solaires paraboliques dans les déserts de l'Arizona et du Nouveau-Mexique pour chauffer l'eau afin de produire 1 000 gigawatts d'électricité à l'aide de turbines à vapeur.
Ils ont également exploré d'autres sources d'énergie alternatives, comme la culture du tumbleweed Kali tragus comme biocarburant,.
Ensemble, ils écrivent deux livres sur le thème de l'énergie solaire, Power for the People (1971) et le manuel Applied Solar Energy (1976).
Marjorie Meinel devient membre de la Commission de l'énergie solaire de l'Arizona et du Panel sur l'énergie solaire du Bureau d'évaluation technique du Congrès américain,. Cependant, en 1977, les Meinel sont découragés par les perspectives de l'énergie solaire, Meinel déclarant au Congrès que "reality has dawned as the magnitude of the economic barrier has become clear [...] solar energy is expensive and is undependable." (« la réalité est apparue, à mesure que l'ampleur de la barrière économique est devenue claire [...] l'énergie solaire est chère et peu fiable. » 
Le financement de la recherche et du développement de l'énergie solaire a commencé à se tarir et les Meinel se sont concentrés sur l'astronomie.

### Fin de carrière
En 1983, Marjorie Meinel co-écrit avec Aden le livre Sunsets, Twilights, and Evening Stars sur les différents phénomènes optiques visibles depuis le coucher du soleil, y compris leurs observations des effets optiques des éruptions volcaniques,.
En 1984, Meinel et Aden sont recrutés par le Jet Propulsion Laboratory (JPL) de Pasadena pour travailler à l'identification du projet de télescope spatial de nouvelle génération qui devait succéder au télescope spatial Hubble (HST).  Leurs travaux au JPL se concentrés sur la conception de télescopes, y compris les systèmes optiques, la mission TAU, le projet de grand réflecteur déployable et les applications de l'interférométrie. Meinel et Aden siègent alors au sein du comité d'examen optique indépendant du télescope Hubble, conseillant la NASA sur l'état des miroirs du télescope et sur les mesures appropriées pour contrer l' aberration sphérique générée dans son miroir principal,,.
En 1995, Meinel et Aden prennent leur retraite du JPL, mais continuent à travailler pour le JPL en tant que consultants, tout en effectuant des recherches et en publiant des articles sur la conception et les coûts des télescopes.
La santé de Meinel décline et on lui diagnostique la maladie d'Alzheimer,. En 2004, elle publie son dernier article,. En 2006, le couple déménage à Henderson, dans le Nevada, où MArjorie Meinel décède le 24 juin 2008, de causes naturelles, à l'âge de 86 ans,. Aden Meinel est décédé en 2011.

## Prix et distinctions
En 1980, l'American Physical Society sélectionne Marjorie Meinel comme l'une des cinq « femmes exceptionnelles en physique »,. Elle est citée pour la médaille Frederic Ives d'Aden (1980) et son prix George W. Goddard en optique spatiale et aéroportée (1984).
En 1992, elle est élue membre de la Society of Photo-Optical Instrumentation Engineers (SPIE).
En 1992 et à nouveau en 2000, Meinel et Aden reçoivent conjointement le prix SPIE Rudolf et Hilda Kingslake en conception optique,.
En 1997, ils reçoivent la médaille d'or de la SPIE, la plus haute distinction de la société.
L'astéroïde 4064 Marjorie, large de 6 km, a été nommé en l'honneur de Marjorie Meinel,. Le bâtiment Meinel de l' Université d'Arizona College of Optical Sciences et le prix SPIE Aden et Marjorie Meinel Technology Achievement Award portent le nom des Meinel.

## Ouvrages
- Aden B. Meinel et Marjorie Pettit Meinel, Power for the People, 1971
- (en) Aden B. Meinel et Marjorie Pettit Meinel, Applied Solar Energy: An Introduction, Addison-Wesley, 1976 (ISBN 0-201-04719-5)
- (en) Aden B. Meinel et Marjorie Pettit Meinel, Sunsets, Twilights, and Evening Skies, Cambridge University Press, 1983 (ISBN 978-0-521-25220-1, lire en ligne)